# Augustin Novello
Augustin Novello (Tarano ou Termini Imerese, 1240 - Sienne, 19 mai 1309) est un religieux sicilien de l'ordre de Saint Augustin, prieur général de son ordre de 1298 à 1300, puis ermite. Il est reconnu bienheureux par l'Église catholique. Le peintre siennois Simone Martini l'a représenté sur le triptyque de Sant'Agostino (pinacothèque nationale de Sienne) vers 1324-1328. 

## Biographie

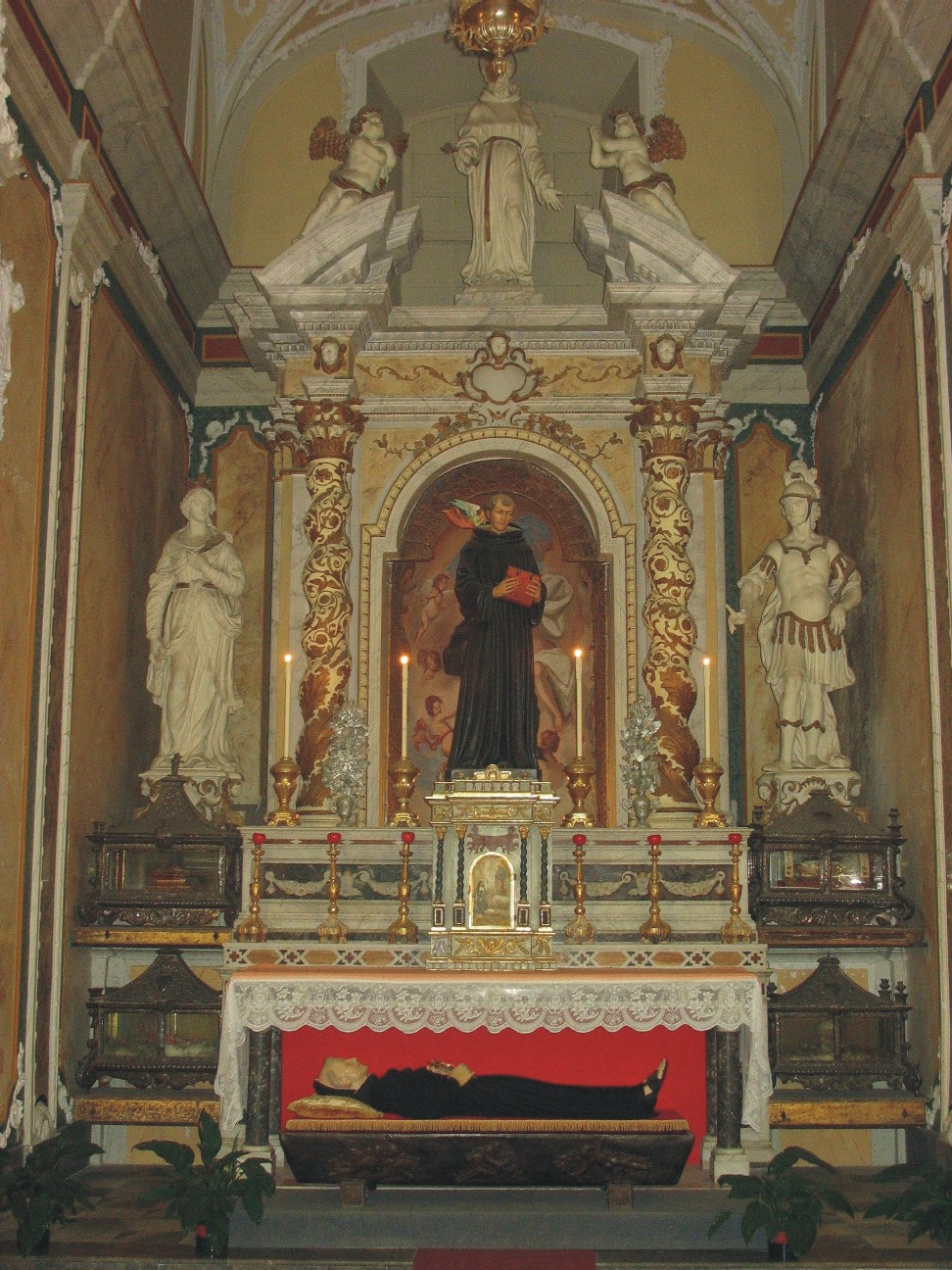
Châsse d'Augustin Novello

Il naît dans une famille noble originaire de Catalogne et reçoit le prénom de Mathieu. La date et son lieu de naissance sont incertains, selon certaines sources, il est né à Tarano, Termini Imerese (d'où son nom probable à la naissance : Matteo da Termini), Trapani ou Taormina.
Après avoir effectué des études dans le royaume de Sicile, il est envoyé à l'Université de Bologne pour étudier le droit où il a comme compagnon le fils de Frédéric II, Manfred. Diplômé en droit civil et en droit ecclésiastique, il est nommé chancelier par Manfred, devenu roi de Sicile. Le nouveau souverain continue le style de gouvernance de son père, aussi bien politique comme ami des gibelins, que culturel, appelant les esprits les plus éclairés et éduqués de son temps.
Le roi décède à la bataille de Bénévent (1266) et Mathieu est lui-même gravement blessé ; le croyant mort, il est abandonné sur le champ de bataille entre les cadavres. Il en éprouve une grande déception face aux idéaux auquel il s'est consacré et décide de changer totalement de vie en devenant frère de l'ordre des prêcheurs mais choisi finalement les religieux augustins du couvent de Palerme (1268), il change son nom pour celui d'Augustin en l'honneur de saint Augustin d'Hippone. Après quelques mois à Palerme, il se rend dans un ermitage d'augustins près de Sienne ; les frères le pensant analphabète, il occupe les emplois les plus humbles. Après un certain temps, il est transféré à l'ermitage de sainte Lucie près de Sovicille où tout le monde apprécie et aime cet humble frère tout consacré au travail et à la contemplation.
En 1288, la paix de la communauté religieuse est troublée par un procès contre le couvent, la communauté risque de perdre la propriété sur laquelle l'ermitage est construit. Augustin, se rendant compte que les frères sont incapables de traiter cette affaire, se tourne vers le supérieur, lui demandant la permission d'écrire un plaidoyer. Le prieur, d'abord étonné, lui donne la permission d'écrire et son étonnement est plus grand quand il voit le parchemin bientôt rempli d'une écriture belle comme dans les anciennes archives ; lorsque le juge Jacques de Pagliaresi lit l'acte de défense, il comprend que c'est l'œuvre d'une personne qui a étudié comme lui à Bologne. Il se rend immédiatement à l'ermitage et découvre que l'auteur est un de ses anciens compagnons d'université. Le couvent gagne le procès mais Frère Augustin perd son anonymat en dépit de la demande faite à son ami de ne rien révéler de sa découverte.
Les nouvelles arrivent bientôt aux oreilles du prieur général, Clément d'Osimo, qui, reconnaissant son talent et ses vertus, le transfère à Rome où il est ordonné prêtre, le prieur exige qu'il collabore à la rédaction de constitutions religieuses de son ordre. Peu de temps après, le pape Nicolas IV le prend pour confesseur, fonction qu'il garde pendant près de 10 ans même sous les pontificats de Célestin V et Boniface VIII. Au chapitre général qui se tient à Milan le 25 mai 1298, les délégués de l'ordre l'élisent prieur général de l'ordre bien qu'il soit absent ; il ne peut rien faire pour changer cette décision car cette élection est confirmée par le pape Boniface VIII. Il accepte humblement la mission mais au bout de deux ans il convoque un chapitre au cours duquel il renonce à sa charge. Il passe les dernières années de vie dans un ermitage près de Sienne. En 1761, Clément XIII approuve son culte. 

## Liens
- Ressource relative à la religion :   - GCatholic.org
- Notice dans un dictionnaire ou une encyclopédie généraliste :   - Dizionario biografico degli italiani
- Notices d'autorité :   - VIAF
  - ISNI
  - GND
  - Vatican